# Jun'ichirō
Cette page présente le prénom Jun'ichirō ainsi que ses variantes.
Jun'ichirō (しゅんいちろう) est un prénom masculin japonais, dérivé du prénom Ichirō signifiant « l'ainé ». Il est souvent écrit par erreur « Junichirō », qui serait la transcription de じゅにちろう.
Ce prénom est assez fréquent et se retrouve actuellement principalement parmi les adultes.

## En kanji
Kanjis utilisés :
- Pour « ichirō » : originellement 一郎, mais aussi 一朗, le kanji 朗, signifiant « clair » et non « fils ».
- Pour « jun », on trouve :
  - 俊 : excellence, génie ;
  - 駿 : étalon (cheval), vitesse ;
  - 峻 : haut, abrupt ;
  - 瞬 : cligner ;
  - 隼 : faucon ;
  - 春 : printemps ;
  - 旬 : saison, décade ;
  - 舜 : hibiscus syriacus ;
  - 馴 : expérimenté, habitué, apprivoisé ;
  - 竣 : fin.

## Personnes célèbres
- Pour l'ensemble des articles sur les personnes portant ce prénom, consulter :
  - la liste des articles dont le titre commence par ce prénom
  - les listes produites par Wikidata : Liste des personnes de prénom « Jun'ichirō » — même liste en incluant les éventuels prénoms composés qui contiennent « Jun'ichirō ».
- Jun'ichirō Koizumi, ancien premier ministre du Japon
- Jun'ichirō Tanizaki, écrivain japonais
- Niwa Jun’ichirō (1852-1919), traducteur et écrivain japonais.